# Scuderia Centro Sud
Scuderia Centro Sud var ett italienskt privat racingstall som tävlade i sportvagnsracing och formel 1 under den senare hälften av 1950-talet och den första hälften av 1960-talet. Stallet tävlade med bilar från tillverkarna Maserati, Ferrari, Cooper och BRM.
Förare som Lorenzo Bandini, Joakim Bonnier, Masten Gregory och  Maurice Trintignant har kört för stallet. Maria Teresa de Filippis, som var den första kvinnliga F1-föraren, körde ett lopp för Scuderia Centro Sud.

## F1-säsonger
| Säsong | Tävlingsnamn        | Bil           | Motor           | Däck | Poäng | VM-plac. | Förare 1                                                         | Förare 2                                                                               | Förare 3                     |
| ------ | ------------------- | ------------- | --------------- | ---- | ----- | -------- | ---------------------------------------------------------------- | -------------------------------------------------------------------------------------- | ---------------------------- |
| 1956   | Scuderia Centro Sud | Maserati 250F | Maserati 2.5 L6 | P    | 2     | (2:a)    | Louis Chiron Harry Schell Luigi Villoresi                        | Emmanuel de Graffenried                                                                |                              |
| 1956   | Scuderia Centro Sud | Ferrari 500   | Ferrari 2.0 L4  | E    | 0     | (1:a)    | Giorgio Scarlatti                                                |                                                                                        |                              |
| 1957   | Scuderia Centro Sud | Maserati 250F | Maserati 2.5 L6 | P    | 13    | (1:a)    | Joakim Bonnier Hans Herrmann Harry Schell André Simon            | Masten Gregory                                                                         |                              |
| 1957   | Scuderia Centro Sud | Ferrari 500   | Ferrari 2.5 L4  | -    | 0     | (3:a)    | Alejandro de Tomaso                                              |                                                                                        |                              |
| 1958   | Scuderia Centro Sud | Maserati 250F | Maserati 2.5 L6 | P    | 0     | (6:a)    | Cliff Allison Masten Gregory Hans Herrmann Carroll Shelby        | Joakim Bonnier Maria Teresa de Filippis Gerino Gerini Horace Gould Maurice Trintignant | Troy Ruttman Wolfgang Seidel |
| 1959   | Scuderia Centro Sud | Cooper T51    | Maserati 2.5 L4 | -    | 0     | (8:a)    | Ian Burgess Hans Herrmann                                        | Colin Davis                                                                            | Mário Araújo Cabral          |
| 1959   | Scuderia Centro Sud | Maserati 250F | Maserati 2.5 L6 | -    | 0     | (8:a)    | Fritz d'Orey                                                     | Asdrúbal Bayardo                                                                       |                              |
| 1960   | Scuderia Centro Sud | Cooper T51    | Maserati 2.5 L4 | -    | 3     | (7:a)    | Roberto Bonomi Masten Gregory Alfonso Thiele Maurice Trintignant | Ian Burgess Mário Araújo Cabral Carlos Menditéguy Giorgio Scarlatti                    | Wolfgang von Trips           |
| 1961   | Scuderia Centro Sud | Cooper T53    | Maserati 1.5 L4 | D    | 0     | (6:a)    | Lorenzo Bandini                                                  | Massimo Natili                                                                         |                              |
| 1963   | Scuderia Centro Sud | BRM P57       | BRM 1.5 V8      | D    | 2     | (2:a)    | Lorenzo Bandini Moisés Solana                                    |                                                                                        | Maurice Trintignant          |
| 1963   | Scuderia Centro Sud | Cooper T53    | Maserati 1.5 L4 | D    | 0     | (9:a)    | Ernesto Brambilla                                                |                                                                                        |                              |
| 1963   | Scuderia Centro Sud | Cooper T60    | Climax 1.5 V8   | D    | 0     | (5:a)    |                                                                  | Mário Araújo Cabral                                                                    |                              |
| 1964   | Scuderia Centro Sud | BRM P57       | BRM 1.5 V8      | D    | 4     | (2:a)    | Giancarlo Baghetti                                               | Tony Maggs                                                                             |                              |
| 1965   | Scuderia Centro Sud | BRM P57       | BRM 1.5 V8      | -    | 0     | (2:a)    | Lucien Bianchi Masten Gregory                                    | Roberto Bussinello Willy Mairesse                                                      | Giorgio Bassi                |